# Metanoia (MGMT)
Metanoia è un raro singolo della band statunitense MGMT. La canzone era sta precedentemente usata come b-side del primo singolo della band Time to Pretend. È stata pubblicata il 18 agosto del 2008 e a settembre è stata definita "Song of the Day" da Rolling Stone.
Metanoia è arrivata alla posizione #2 della Billboard Hot Singles Sales Chart nel settembre 2008.